# Gongrodiscus bilocularis
Gongrodiscus bilocularis är en kinesträdsväxtart som beskrevs av Turner. Gongrodiscus bilocularis ingår i släktet Gongrodiscus och familjen kinesträdsväxter. Inga underarter finns listade i Catalogue of Life.